# Nick (Hungria)
Nick é um município da Hungria, situado no condado de Vas. Tem 11,4 km² de área e sua população em 2015 foi estimada em 481 habitantes.